# Église Saint-Gilles de Vieille-Église-en-Yvelines
Pour les articles homonymes, voir église Saint-Gilles.
L'église Saint-Gilles est une église catholique située à Vieille-Église-en-Yvelines, en France.

## Localisation
L'église est située dans la commune de Vieille-Église-en-Yvelines, dans les Yvelines,.

## Historique
L'édifice actuel date de 1561, bien qu'il ait été remanié au XIXe siècle. À cette occasion, le vaisseau nord fut en partie supprimé.
Elle fut bénie le 1er septembre 1828.
Par la suite, une nouvelle campagne de travaux fut entreprise en 1849.

## Description
La cloche, datant de 1578, est classée monument historique, ainsi que le mobilier.